# Bundeswahlkreis Melbourne
Koordinaten: 37° 48′ S, 144° 58′ O

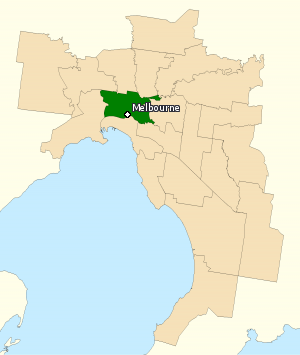
Lage des Wahlkreises in der Metropolregion von Melbourne.

Der Bundeswahlkreis Melbourne ist ein Wahlkreis (englisch electoral division) für die Wahl eines Abgeordneten des australischen Repräsentantenhauses. Er liegt innerhalb von Melbourne im Bundesstaat Victoria und wurde bereits 1901 gegründet. Er zählt somit zu den ersten 75 Wahlkreisen von Australien. 
Der Wahlkreis umfasst  neben Melbourne City auch die Stadtteile Abbotsford, Ascot Vale, Carlton, Clifton Hill, Collingwood, Docklands, North Melbourne, West Melbourne, East Melbourne, Fitzroy, Fitzroy North, Flemington, Kensington, Parkville und Richmond. Seit 2010 ist Adam Bandt von der Partei Australian Greens der amtierende Abgeordnete des Wahlkreises.

## Bisherige Abgeordnete
| Name              | Partei                 | Amtszeiten |
| ----------------- | ---------------------- | ---------- |
| Malcolm McEacharn | Protectionist Party    | 1901–1904  |
| William Maloney   | Australian Labor Party | 1904–1940  |
| Arthur Calwell    | Australian Labor Party | 1940–1972  |
| Ted Innes         | Australian Labor Party | 1972–1983  |
| Gerry Hand        | Australian Labor Party | 1983–1993  |
| Lindsay Tanner    | Australian Labor Party | 1993–2010  |
| Adam Bandt        | Australian Greens      | 2010–      |